# Fritz Weiss
Friedrich "Fritz" Weiss, též česky Bedřich (28. září 1919, Praha – 4. října 1944, KT Osvětim) byl jazzový (swingový) trumpetista, kapelník a aranžér.

## Život
Jako dítě se nejprve učil na housle a velmi záhy je vystřídala trubka. Začátkem 30. let začínal v kvintetu při International English Grammar School Prague, který hrál především při tanečních hodinách. Když byla škola po zřízení Protektorátu Čechy a Morava roce 1939 uzavřena, nastoupil jako profesionální hudebník v Hallově orchestru Swing Rhythm. V orchestru působili hudebníci německé, české a židovské národnosti, což později vedlo k jeho rozpadu. Po vzniku orchestru Emila Ludvíka nastoupil Fritz Weiss na post prvního trumpetisty. V Ludvíkově orchestru prakticky působil jako umělecký vedoucí, ale jako osoba židovského původu takto nesměl veřejně vystupovat. Orchestr v roce 1941 nahrál zvukový záznam s Weissovými aranžmá.

### V koncentračních táborech
4. prosince 1941 byl deportován do koncentračního tábora v Terezíně. I v táboře zůstal aktivním muzikantem, aranžoval zde pro Emila Ludvíka a Karla Vlacha, který některé z jeho propašovaných skladeb natočil.
Ještě v Terezíně založil vlastní soubor Weiss-kvintet a jazzový orchestr Ghetto Swingers. V něm spoluúčinkovali Pavel Kohn, Gokkes a Erich Vogel na trubku, Fritz Taussig trombón, Fritz Weiss klarinet, Vodňanský altsaxofon, Donde tenorsaxofon, Pavel Libenský kontrabas, Nettl klavír, Franta Goldschmidt kytara a Coco Schumann bicí. Kromě tohoto stálého obsazení se v orchestru vystřídalo také několik dalších hudebníků, např. klavírista Brammer, bubeník Kurt Bauer, contrabasista Fasal, pozounista Fredy Mautner (1943), klarinetista a saxofonista Langer, houslista Jetti Kantor a Fredy Haber.
Tolerance takovýchto kulturních aktivit v Terezíně měla za cíl oklamat a přesvědčit návštěvníky ze zahraničí o humánnosti vězeňských podmínek v koncentračních táborech. Fritz Weiss se svými Ghetto Swingers účinkoval také v propagandistickém filmu "Vůdce věnuje Židům město" z roku 1944 natočeném v Terezíně pod vedením Kurta Gerrona.
Když byl v září roku 1944 jeho otec vybrán coby "práce neschopný" do transportu do Osvětimi, Fritz se k němu údajně dobrovolně přidal. Zemřel v Osvětimi 4. října 1944.
Po Weissově deportaci v roce 1944 ho v čele orchestru nahradil Martin Roman, který také napsal kabaretní program pro Terezín ("Karussell").